# Langrend under vinter-OL 2018 – holdsprint – Damer
Damernes holdsprint i langrend under vinter-OL 2018 er i fri stil og bliver afviklet på Alpensia Cross-Country Centre den 21. februar 2018. 

## Konkurrencen
Damernes holdsprint er en konkurrence, der løbes på den samme 1,3 km bane, som damernes sprint. Hvert hold består af to løbere, der skiftes til at løbe en omgang. I alt løbes der seks omgange, hvilket giver tre omgange pr. skiløber. Konkurrencen starter med semifinalerne, hvor de to bedste går videre til finalen sammen med de seks bedste tider, der ellers ikke er kvalificeret. I finalen er det placeringerne, der fordeler medaljerne. 

## Resultat

### Semifinale 1
| Placering | Startnummer | Nation       | Navn                                    | Tid      | Kvalificeret |
| --------- | ----------- | ------------ | --------------------------------------- | -------- | ------------ |
| 1         | 1           | Norge        | Marit Bjørgen Maiken Caspersen Falla    | 16:33,28 | Q            |
| 2         | 3           | Schweiz      | Nadine Fähndrich Laurien van der Graaff | 16:39,83 | Q            |
| 3         | 5           | Slovenien    | Alenka Čebašek Anamarija Lampič         | 16:39,92 | LL           |
| 4         | 2           | Tyskland     | Nicole Fessel Sandra Ringwald           | 16:51,67 | LL           |
| 5         | 6           | Tjekkiet     | Kateřina Beroušková Petra Nováková      | 16:53,06 |              |
| 6         | 9           | Australien   | Jessica Yeaton Barbara Jezeršek         | 17:20,38 |              |
| 7         | 4           | Østrig       | Lisa Unterweger Teresa Stadlober        | 17:25,98 |              |
| 8         | 8           | Hviderusland | Yulia Tikhonova Polina Seronosova       | 17:33,63 |              |
| 9         | 11          | Slovakiet    | Alena Procházková Barbora Klementová    | 17:52,14 |              |
| 10        | 7           | Kasakhstan   | Anna Shevchenko Valeriya Tyuleneva      | 17:57,04 |              |
| 11        | 10          | Sydkorea     | Lee Chae-won Ju Hye-ri                  | 19:19,17 |              |

### Semifinale 2
| Placering | Startnummer | Nation                        | Navn                               | Tid      | Kvalificeret |
| --------- | ----------- | ----------------------------- | ---------------------------------- | -------- | ------------ |
| 1         | 14          | USA                           | Kikkan Randall Jessica Diggins     | 16:22,56 | Q            |
| 2         | 12          | Sverige                       | Charlotte Kalla Stina Nilsson      | 16:23,28 | Q            |
| 3         | 15          | Olympiske atleter fra Rusland | Natalia Nepryaeva Yulia Belorukova | 16:24,63 | LL           |
| 4         | 13          | Finland                       | Mari Laukkanen Krista Pärmäkoski   | 16:31,54 | LL           |
| 5         | 18          | Polen                         | Justyna Kowalczyk Sylwia Jaśkowiec | 16:35,19 | LL           |
| 6         | 17          | Frankrig                      | Aurore Jéan Coraline Hugue         | 16:40,40 | LL           |
| 7         | 21          | Canada                        | Emily Nishikawa Dahria Beatty      | 17:01,54 |              |
| 8         | 16          | Italien                       | Elisa Brocard Gaia Vuerich         | 17:13,04 |              |
| 9         | 20          | Kina                          | Chi Chunxue Li Xin                 | 17:35,94 |              |
| 10        | 19          | Ukraine                       | Tetyana Antypenko Maryna Antsybor  | 17:44,04 |              |

### Finale
| Placering | Startnummer | Nation                        | Navn                                    | Tid      | Tidsdiff. |
| --------- | ----------- | ----------------------------- | --------------------------------------- | -------- | --------- |
| 1         | 14          | USA                           | Kikkan Randall Jessica Diggins          | 15:56,47 | —         |
| 2         | 12          | Sverige                       | Charlotte Kalla Stina Nilsson           | 15:56,66 | +0,19     |
| 3         | 1           | Norge                         | Marit Bjørgen Maiken Caspersen Falla    | 15:59,44 | +2,97     |
| 4         | 3           | Schweiz                       | Nadine Fähndrich Laurien van der Graaff | 16:17,79 | +21,32    |
| 5         | 13          | Finland                       | Mari Laukkanen Krista Pärmäkoski        | 16:19,18 | +22,71    |
| 6         | 5           | Slovenien                     | Alenka Čebašek Anamarija Lampič         | 16:28,24 | +31,77    |
| 7         | 18          | Polen                         | Justyna Kowalczyk Sylwia Jaśkowiec      | 16:32,48 | +36,01    |
| 8         | 17          | Frankrig                      | Aurore Jéan Coraline Thomas Hugue       | 16:32,49 | +36,02    |
| 9         | 15          | Olympiske atleter fra Rusland | Natalia Nepryaeva Yulia Belorukova      | 16:41,76 | +45,29    |
| 10        | 2           | Tyskland                      | Nicole Fessel Sandra Ringwald           | 17:06,57 | +1:10,10  |

## Medaljeoversigt
| Event            | Guld                                   | Sølv                                      | Bronze                                         |
| ---------------- | -------------------------------------- | ----------------------------------------- | ---------------------------------------------- |
| Holdsprint Damer | USA · Kikkan Randall · Jessica Diggins | Sverige · Charlotte Kalla · Stina Nilsson | Norge · Marit Bjørgen · Maiken Caspersen Falla |

## Eksterne Henvisninger
- Langrend Arkiveret 27. december 2017 hos  Wayback Machine på pyeongchang2018.com
- Det internationale skiforbund på fis-ski.com